# Pădureni (gmina Coșula)
Pădureni – wieś w Rumunii, w okręgu Botoszany, w gminie Coșula. W 2011 roku liczyła 633 mieszkańców.